# Yezoceryx xanthorius
Yezoceryx xanthorius är en stekelart som först beskrevs av Morley 1913.  Yezoceryx xanthorius ingår i släktet Yezoceryx och familjen brokparasitsteklar. Inga underarter finns listade i Catalogue of Life.